# Eduard Krebsbach

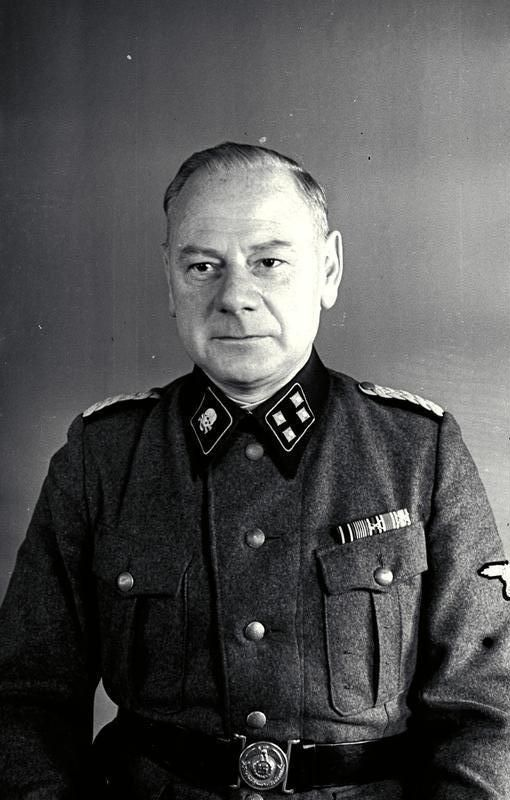
Krebsbach 1942

Eduard Krebsbach (* 8. August 1894 in Bonn; † 28. Mai 1947 in Landsberg am Lech) war ein deutscher Mediziner, Kriegsverbrecher und Standortarzt im Konzentrationslager Mauthausen von Juli 1941 bis August 1943.

## Leben
Krebsbach besuchte ein humanistisches Gymnasium in Köln. Ab 1912 absolvierte er ein von vier Jahren Militärdienst im Ersten Weltkrieg unterbrochenes Studium der Medizin an der Universität Freiburg und wurde dort 1912 Mitglied der katholischen Studentenverbindung KDStV Ripuaria Freiburg im Breisgau im CV. 1919 erwarb er die Doktorwürde mit der Dissertation Über Spirochaeten-Befunde im Kleinhirn bei progressiver Paralyse. Im gleichen Jahr gehörte er zu den Mitbegründern der Freiburger Ortsgruppe des Deutschvölkischen Schutz- und Trutzbundes. Mitte 1920 zog er aus Freiburg weg und arbeitete als Betriebs- und Kreisarzt. Krebsbachs erste Ehe blieb kinderlos; nach seiner Scheidung heiratete er 1943 erneut.
Nach der Machtübertragung an die Nationalsozialisten wurde Krebsbach 1933 als angeblicher Gegner der Nationalsozialisten als Kreisarzt entlassen. Ein späterer SS-Vorgesetzter Krebsbachs führte die Entlassung auf das Wirken von „reaktionären und anderen schwarzen Beamten“ zurück. Im Herbst 1933 eröffnete er eine Arztpraxis in Freiburg; zugleich arbeitete er als Vertragsarzt der Polizeidirektion Freiburg. Im gleichen Jahr trat er der SS (SS-Nummer 106.821) und der NSDAP bei. Mit Krebsbachs Parteimitgliedschaft gab es Probleme, sodass er nach der Lockerung der Aufnahmesperre am 4. Juni 1937 erneut die Aufnahme beantragte und rückwirkend zum 1. Mai desselben Jahres aufgenommen wurde (Mitgliedsnummer 4.142.556). In der SS war Krebsbach Führer der Sanitätsoberstaffel der 65. SS-Standarte in Freiburg; im November 1938 wurde er zum SS-Untersturmführer befördert. Krebsbach gehörte zu der kleinen Gruppe von SA- und SS-Leuten, die während der Novemberpogrome 1938 die Freiburger Synagoge verwüsteten und in Brand steckten.
Im Zweiten Weltkrieg trat Krebsbach im Oktober 1939 der Waffen-SS bei. Er nahm mit der SS-Totenkopf-Division am Westfeldzug teil. 1940 arbeitete er als Polizeiarzt in der elsässischen Stadt Mülhausen.

### KZ-Arzt in Mauthausen und Kaiserwald
Im Juli 1941 trat Eduard Krebsbach seinen Dienst als Standortarzt im österreichischen Konzentrationslager Mauthausen an. In Eigenschaft seiner Dienststellung war Krebsbach unmittelbar dem Amt D III (Sanitätswesen und Lagerhygiene) des SS-Wirtschafts- und Verwaltungshauptamtes unterstellt und hatte die Aufsicht über das Sanitätswesen und das gesamte medizinische Personal des Lagers. Krebsbach bestimmte im Rahmen der Aktion 14f13 arbeitsunfähige und kranke Lagerinsassen für die tödlichen Benzininjektionen ins Herz. 1942 wurden unter seiner Aufsicht 900 tuberkulöse russische, polnische und tschechische Häftlinge durch eine Spritze ermordet. Diese Tätigkeit soll ihm unter den Häftlingen den Spitznamen „Dr. Spritzbach“ eingehandelt haben. Krebsbach war für die Installation einer Gaskammer im Keller des Krankenbaues von Mauthausen und für die Anschaffung eines „Spezialwagens“ verantwortlich, welche die Praxis des Tods durch Spritze ablösen sollten. Ende 1942 wurden unter Anwesenheit Krebsbachs 120–130 Tschechen aufgrund ihrer Verstrickung in das Attentat auf den Stellvertretenden Reichsprotektor von Böhmen und Mähren Reinhard Heydrich vergast. 1942 hatte er den Rang des SS-Sturmbannführers erreicht.
Vermutlich wegen eines Zwischenfalles, bei dem Krebsbach am 22. Mai 1943 einen Wehrmachtsurlauber wegen nächtlicher Ruhestörung vor seinem Haus erschossen hatte, wurde er im August 1943 für rund ein Jahr in das KZ Riga-Kaiserwald versetzt. In Kaiserwald war Krebsbach, mittlerweile im Rang eines SS-Obersturmbannführers, für die Führung des Sanitätswesens und die Aufsicht über das medizinische Personal im Stammlager sowie den Außenlagern verantwortlich. Krebsbach war maßgeblich beteiligt an der Selektion von Kranken und Arbeitsunfähigen, die entweder im Krankenrevier durch Injektionen ermordet oder in den umliegenden Wäldern erschossen wurden. Nach Aussagen Überlebender führte er medizinische Experimente durch, bei denen Häftlingen Typhuserreger injiziert wurden. Im Frühjahr 1944 war er an der sogenannten Kinderaktion beteiligt, bei der alle Kinder unter 14 Jahren ausgesondert und ermordet wurden. Nach ihm ist die „Krebsbachaktion“ benannt, bei der am 28. Juli 1944 bis zu 1000 Häftlinge, meist Alte und Schwache, selektiert und ermordet wurden.
Nachdem seine Bemühungen, in die Wehrmacht übernommen zu werden, Erfolg hatten, diente Krebsbach dort ab Spätherbst 1944 als Oberstabsarzt. Im Dezember 1944 kehrte er in den Beruf des Betriebsarztes in eine Spinnerei nach Kassel zurück.
Bei der Vernehmung des tödlich verwundeten Lagerkommandanten Franz Ziereis am 24. Mai 1945 belastete dieser Eduard Krebsbach, den er für die Vergasungseinrichtungen und Selektionen in Mauthausen für verantwortlich erklärte und gab den Verhörern Krebsbachs Aufenthaltsort an.

### Mauthausen-Hauptprozess
Nach Verhaftung und verschiedenen Vernehmungen befand sich Krebsbach am 29. März 1946 unter den 61 Beschuldigten des Mauthausen-Hauptprozesses (000-50-5) in Dachau. Neben Friedrich Entress und Waldemar Wolter zählte er zur Gruppe der dortig angeklagten Lager- und Standortärzte. Eduard Krebsbach sagte nicht als Zeuge in eigener Sache aus. Am 13. Mai 1946 verurteilte ihn das amerikanische Militärgericht zum Tode durch den Strang. Das Gnadengesuch seiner Schwester wurde abgelehnt. Am 28. Mai 1947 wurde Krebsbach im Kriegsverbrechergefängnis Landsberg hingerichtet. In den Vernehmungsprotokollen der Dachauer Prozesse gab Krebsbach an, dass ihm nie der Gedanke gekommen sei, dass es sich bei den Tötungen um Verbrechen handelte.